# 諸富インターチェンジ
諸富インターチェンジ（もろどみインターチェンジ）は、佐賀県佐賀市にある地域高規格道路有明海沿岸道路（大川佐賀道路）のインターチェンジ (IC) である。

## 歴史
- 2022年（令和4年）
  - 9月16日 : IC名称が「諸富IC」に正式決定[1]。
  - 11月12日 : 大野島IC - 諸富IC間 開通に伴い、供用開始[1]。

## 道路
- 有明海沿岸道路（大川佐賀道路）

## 接続する道路
- 国道444号

## 周辺情報
- 佐賀市立中川副小学校

## 隣
有明海沿岸道路（大川佐賀道路）
大野島IC - 諸富IC - 川副IC（事業中）